# Acacia merinthophora
Acacia merinthophora — вид квіткових рослин з родини бобових. Ареал: Австралія (Західна Австралія)).

## Середовище
Зустрічається в низинних районах, на схилах пагорбів і піщаних рівнинах, що ростуть на кам'янистих піщаних ґрунтах, часто навколо гранітних відслонень, де він є частиною чагарникових угруповань.

## Біоморфологічна характеристика
Відкрито розгалужене або плакуче дерево або кущ зазвичай досягає висоти від 1,5 до 4 метрів. Він має пониклі, гнучкі та ребристі гілочки, які є шовковистими між ребрами. Сидячі філодії сильно вигнуті з чотирикутним поперечним перерізом; вони жовто-зелені, голі, мають довжину від 7 до 25 см при ширині ≈ 1 мм і мають чотири головні жилки. Цвіте з травня по вересень, утворюючи жовті квітки. Прості суцвіття розташовані поодиноко або групами по два-три в пазухах. Субсидячі квіткові голови мають форму від облоїдної до короткоциліндричної, з довжиною від 6 до 10 мм і діаметром від 5 до 10 мм і нещільно упаковані квітками золотистого кольору. Стручки мають пряму та лінійну форму, які стиснуті між насінням; довжина стручків до 13 см і ширина від 2 до 2,5 мм. Насіння всередині розташоване поздовжньо; воно блискуче, плямисте, коричневе, з темно-коричневою периферійною лінією, та має довгасту або еліптичну форму, завдовжки від 3 до 4 мм.